# Густина магнітного потоку
Густина магнітного потоку (рос. плотность магнитного потока, англ. magnetic flux density) —
- 1. Векторна величина(B), що характеризує магнітне  поле. Визначається рівнянням:

B= F/ I L,
де F — сила, що діє на провідник, по якому йде струм І, і який має довжину L та розташований перпендикулярно до ліній індукції.
- 2. У месбаурівській спектроскопії — густина магнітного потоку біля ядра (за даними експерименту) в тих випадках, коли магнітна надтонка взаємодія може бути описана ефективним полем. В інших випадках мусять бути вказаними компоненти вектора магнітної надтонкої взаємодії.